# Cuevas (Junco)
Cuevas (en asturiano y oficialmente: Cueves), o Cuevas del Agua, es un lugar de la parroquia asturiana de Junco que a su vez pertenece al concejo de Ribadesella, España.
Este lugar solo tiene dos accesos posibles, uno por carretera, la RS-3 que corresponde al túnel natural de La Cuevona y el otro por el FEVE que va de Oviedo a Santander y que tiene aquí un apeadero ferroviario con su edificio de estación y espera.
Cuando se circula por La Cuevona aparece al otro lado el resto del valle y a pocos metros de la salida se encuentra el núcleo rural que constituye un buen ejemplo de asentamiento asturiano.
Lo primero que se ve al entrar al pueblo es una ermita dedicada a Santiago. El caserío es de arquitectura tradicional aunque cuenta con otras casas más modernas construidas especialmente para estancias vacacionales. La base de la economía de los lugareños fue desde siempre agrícola destacando los sembrados de maíz, por lo que el edificio auxiliar, disociado a la vivienda, para estas tareas fueron los hórreos; cada familia poseía uno. Se conservan cinco en muy buen estado, incluso alguno en funcionamiento y los restos y paredones de otros.

## Patrimonio urbano
Está constituido principalmente por los hórreos conservados que son un ejemplo de la arquitectura tradicional. Los hórreos asturianos tienen características propias que los diferencian de los gallegos y leoneses. Son de planta cuadrada y su estructura se apoya sobre unos listones de madera llamados trabes que sobresalen en las esquinas en ángulo recto. El cuerpo está cerrado por tablas verticales llamadas cureñes; la cubierta es a cuatro aguas y puede ser de teja, pizarra o paja de centeno (teito), dependiendo de la zona. En el caso de Cuevas tienen el tejado de teja.
- Hórreos en Cuevas
- Cuerpo cúbico, cubierta de teja, tablas verticales llamadas cureñes; se ve el cruce en ángulo recto de las trabes
- Detalle de las trabes
- Detalle de las tablas que cierran el edificio llamadas cureñes

Las trabes se apoyan sobre una losa horizontal llamada muela que impide la subida de los roedores y ésta sobre cuatro pies, o pegollos que pueden ser de madera o de piedra. Se accede al hórreo por medio de una escalera de piedra llamada patín que no llega nunca a ras del suelo; es un impedimento más para la posible subida de los roedores.
- Hórreos en Cuevas
- Hórreo completo con patín, muela y pegoyos.
- Detalle de muela y pegollo
- Detalle de escalera o patín

En Cuevas hay más ejemplos de hórreos representativos. Hay uno con ornamentación geométrica de talla de madera que era propio de los hórreos más antiguos y otro con corredor o galería con barandillas torneadas cuyo modelo empezó a verse en el siglo XVIII.
- Hórreos en Cuevas
- Este hórreo está en activo con las mazorcas colgadas para su secado. El hueco bajo se aprovecha para guardar herramienta
- Detalle de decoración
- Hórreo con galería y barandillas torneadas

## Estación de ferrocarril
Es un apeadero ferroviario, es decir, no tiene jefe de estación ni los servicios de señales y desvíos. El tramo por este paso es de vía única electrificada en la línea que une Oviedo con Santander en el punto kilométrico 395,2 de la línea férrea. La estación anterior es Toraño y la siguiente Llovio.